# متاسایکلین
Metacycline(به انگلیسی: Metacycline) یک آنتی‌بیوتیک از دسته تتراسایکلین‌ها است. از آن به عنوان پیش‌ماده در سنتز صنعتی داکسی‌سایکلین هیدرات استفاده می شود. 